# Шельбрейд, Анн-Элен
Анн-Элен Шельбрейд (норв. Ann-Elen Skjelbreid; 13 сентября 1971, Берген) — бывшая норвежская биатлонистка, бронзовый призёр Олимпийских игр 1998 года и серебряный призёр Олимпийских игр 2002 года в эстафете, двукратная чемпионка мира в командной гонке. Анн-Элен – старшая сестра выдающейся норвежской биатлонистки Лив Греты Пуаре и супруга Эгиля Йелланна.

### Карьера

#### Юношеская
Начала заниматься биатлоном в 11 лет, спустя три года выиграла чемпионат Норвегии по лыжным гонкам в своей возрастной категории. После окончания школы переехала в Трюсиль, где продолжила заниматься спортом. Стала членом сборной на чемпионате мира по лыжным гонкам среди юниоров 1990 года, где вместе с другими девушками выиграла серебряную медаль. В следующем году впервые поднялась на высшую ступень пьедестала. Это случилось на чемпионате мира среди юниоров в Венгрии.

#### Взрослая
В 1994 году стала членом основной сборной Норвегии по лыжным гонкам, на чемпионате мира заняла второе место в командной гонке. После принимала участие в нескольких чемпионатах и на трех Олимпийских играх: в Лиллехаммере (1994), Нагано (1998) и Солт-Лейк-Сити (2002).